# Blažytė
Blažytė ist ein litauischer weiblicher Familienname, abgeleitet von Blasius.

## Formen
- Blažienė, weiblich (verheiratet)
- Blažys,  männlich

## Personen
- Jolanta Blažytė (* 1965),  Managerin und Unternehmerin